# Ramseier Glacier
Ramseier Glacier är en glaciär i Antarktis. Den ligger i Östantarktis. Australien gör anspråk på området. Ramseier Glacier ligger 602 meter över havet.
Terrängen runt Ramseier Glacier är varierad. Trakten är obefolkad. Det finns inga samhällen i närheten.